# Johan Persson i Hult
Johan Peter Persson, Persson i Hult, född 24 juli 1849 i Singsjö i Vrå socken, Kronobergs län, död 18 december 1910 i Odensjö socken, var en svensk hemmansägare och riksdagspolitiker.
Johan Persson gifte sig 1877 med Johanna Eriksdotter från gården Hult i Odensjö socken. I och med giftermålet flyttade han och tog över driften av Hult, en gård på 17/96 mantal. 
Åren 1903-1910 var han ordförande i Odensjö sockens kommunalstämma, kommunalnämnd och fattigvårdsstyrelse. Han var också nämndeman, landstingsman, kyrkvärd och ledamot av socknens brandstodsstyrelse mm. 
Johan Persson blev 1902 vald till ledamot av riksdagens andra kammare för Sunnerbo domsagas västra valkrets, och som sådan blev han Odensjö sockens första och hittills enda riksdagsman. Han deltog i riksdagarna 1903-1908. 1908 slogs valkretsen ihop med Sunnerbo östra och Persson trädde då tillbaka för denna krets ledamot Otto Magnusson.